# Karsten Alnæs
Karsten Alnæs, född 29 maj 1938 i Hønefoss, Norge, är en norsk författare och journalist. 
Alnæs produktion omfattar både skönlitteratur och sakprosa, dels inom journalistikämnet, dels översiktsverk om Norges och Europas historia. Karsten Alnæs romaner har ofta knutit an till historiska skeenden och personer. Ett exempel är romanen Sabina vilken utspelar sig runt Sabina Spielrein, en av psykoanalysens pionjärer.

## Priser och utmärkelser
- 1992 – Bokhandlarpriset
- 1992 – Bragepriset för Trollbyen
- 1992 – Bokhandlarpriset för Trollbyen
- 1998 – Doblougska priset
- 2001 – Sverre Steen-priset
- 2003 – Brageprisets hederspris